# Gà Shaver
Gà Shaver (phát âm tiếng Việt như là gà Sa-vơ) là một giống gà công nghiệp hướng trứng có ngồn gốc từ Canada. Chúng được hình thành dựa trên công nghệ Sex link. Gà Shaver có các dòng là gà Shaver đỏ (Red Shaver), gà Shaver nâu (Shaver Brown), gà Shaver trắng (Shaver White) và gà Shaver đen (Shaver Black). Ở Việt Nam, dòng Isa Shaver được Nhà nước Việt Nam công nhận là một giống vật nuôi được phép kinh doanh, sản xuất tại Việt Nam. Chúng là một trong những giống gia cầm nhập khẩu phổ biến để cung cấp cho nhu cầu sản xuất.

## Đặc điểm
Đối với dòng đỏ thì gà mái tơ có màu nâu đỏ trong màu sắc với màu trắng dưới lông, con trống lông trắng có màu trắng với một vài mảng đỏ trên lông. Chúng là giống khỏe mạnh, kiêm dụng đẻ trứng nâu chúng được biết đến là một giống gà ít ồn ào. Gà mái đỏ có thể đẻ 305-315 trứng một năm. Trọng lượng cơ thể ở mức 18 tuần là khoảng 31/2 lbs và sau một năm đặt cân giữa 41/2 đến 5 lbs.
Shaver nâu là giống gà thích nghi với nhiều điều kiện chăn nuôi truyền thống. Và có khối lượng trứng nhỏ nhưng có chất lượng tốt. Shaver White là giống gà lý tưởng vì nó có ỷ lệ hao hụt đầu con thấp và chất lượng trứng cao, khối lượng trứng trung bình và tiêu tốn thức ăn thấp. Shaver Black là giống gà thích nghi cao tuy nhiên lại tiêu tốn thức ăn lớn. 

## Tại Việt Nam
Về khả năng sinh trưởng của gà Isa Shaver qua các tuần tuổi ở giai đoạn hậu bị và mức độ thích nghi của gà Isa Shaver trong điều kiện khí hậu của Thái Nguyên Việt Nam thì tỷ lệ nuôi sống của gà khảo nghiệm (giai đoạn 9 - 18 tuần tuổi) tương đối cao. Đến 18 tuần tuổi, tỷ lệ nuôi sống đạt 99,6 %, sức sống và sức đề kháng của gà Isa Shaver là rất tốt, phù hợp với điều kiện khí hậu và điều kiện chăn nuôi ở Việt Nam.
Khối lượng cơ thể của gà đến 18 tuần tuổi đạt 1594,58 g, cao hơn khối lượng chuẩn 44,58 g. Tiêu tốn thức ăn đến hết 18 tuần tuổi là 6713 g/con. Tỷ lệ chết do nhiễm bệnh của đàn gà giai đoạn 9 - 18 tuần tuổi là 0 %. Cho thấy gà Isa Shaver có khả năng thích nghi cao với điều kiện khí hậu ở Thái Nguyên.